# Piano di Iguala

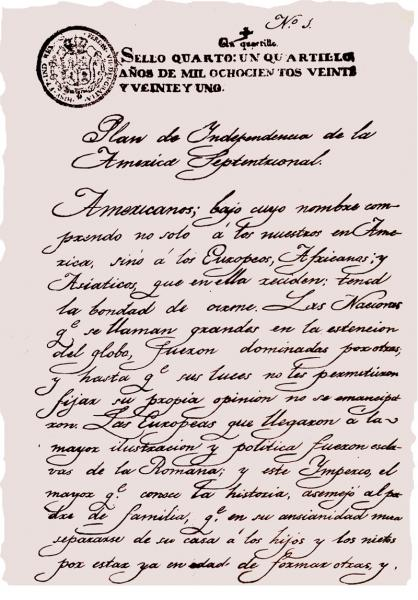
Prima pagina del documento

Piano proclamato da Agustín de Iturbide e Vicente Guerrero il 24 febbraio 1821 nella città di Iguala de la Independencia, nel quale si dichiarava per prima volta l'indipendenza del Messico.
I suoi tre punti principali erano:
- stabilire l'indipendenza del Messico dalla Spagna;
- stabilire la religione cattolica come unica religione;
- stabilire l'unione degli eserciti che lottavano nella guerra d'indipendenza: i realisti (spagnoli) comandati da Agustín de Iturbide e i rivoluzionari (messicani), guidati da Vicente Guerrero.

Più tardi, questi tre principî (Religione, Indipendenza e Unione) si convertirono nelle Tre Garanzie che promuovevano l'esercito che sosteneva il governo, così l'esercito divenne: L'esercito trigarante.
In base a questo piano il governo avrebbe accettato il Messico come nazione indipendente governata da una monarchia moderata, la cui corona sarebbe stata offerta a Ferdinando VII di Spagna (membro della casa dei Borboni) o a un altro principe europeo.
Il piano conservava, inoltre, la soppressione delle distinzioni etniche tra gli abitanti già stabilite dalla Costituzione del 1812 e che era pienamente in vigore in Nueva España prima della pubblicazione del piano; conservava quindi la già esistenti uguaglianza di tutti gli individui, e d'ora in poi tutti avrebbero mantenuto gli stessi diritti di cui già godevano.
Per governare il nuovo paese nell'attesa dell'arrivo di un principe europeo ad occupare il trono, il piano proponeva la creazione di una "Giunta Governativa" e posteriormente una reggenza, che si sarebbe incaricata di governare nel tempo in cui si sarebbe scelto il nuovo imperatore. Inoltre la giunta avrebbe convocato una corte per elaborare una costituzione.
Alla fine si esortavano tutti i rivoluzionari a incorporarsi nel già menzionato Esercito Trigarante, il cui leader sarebbe stato Agustín de Iturbide.